# 反知性主義
反知性主義（はんちせいしゅぎ、英語: anti-intellectualism）または反主知主義（はんしゅちしゅぎ）とは、英語辞典によれば、知識人と知的理論に向けられる反対・敵意を指す言葉。1904年に「反～ ＋ 知性主義〔主知主義〕」と「反知性〔反主知〕 ＋ ～主義」から発生した言葉として、英語語源辞典（『エティモンライン』）に掲載されている。『ブリタニカ国際大百科事典 小項目事典』によると、反知性主義的哲学は19世紀末にニーチェなどの思想として現れ、結束主義〔ファシズム〕運動へ繋がったとされる。反知性主義・反主知主義という言葉は、知識人および知的活動への敵対的で嫌悪的な感覚を指し、また、実際的解決と現実理解において知力と理由は重要でないという信念・教義をも指す。
一般的に教育と哲学の軽視、そして芸術、文学、歴史、および科学を非実用的、政治的に動機づけられた、さらには軽蔑すべき人間の追求として退けることとして表現される。反知性主義者は、自らを一般の人々の擁護者—政治的および学問的なエリート主義に対するポピュリスト—として提示し、認識されることがあり、教育を受けた人々を政治的言説と高等教育を支配する地位階級として見なし、一般の人々の関心から切り離されていると考える傾向がある。

過去において、全体主義政府は政治的反対意見を抑圧するために反知性主義を操作し、適用した。スペイン内戦（1936–1939）と、将軍フランシスコ・フランコの独裁政権（1939–1975）の間、白色テロ（1936–1945）の反動的弾圧は、特に反知性主義的であり、殺害された20万人の民間人の大部分は、スペインの知識層、政治的に活動的な教師や学者、芸術家や作家など、廃止されたスペイン第二共和国（1931–1939）の人々だった。カンボジア大虐殺（1975–1979）の間、ポル・ポト率いるカンボジアの全体主義体制は、教育を受けた人口をほぼ全滅させた。第一次および第二次トランプ政権の間（トランピズム）、フェイクニュースともう一つの事実がアメリカ合衆国の言説の中心的な柱となった。

## 概要
反知性主義（anti-intellectualism　反主知主義）は、知性に対し意志や感情を優位に置く主張であると『ブリタニカ国際大百科事典 小項目事典』は解説している。一方で知性主義（intellectualism　主知主義）は、意志や感情よりも知性を重視する。前掲の『ブリタニカ』によると、反知性主義は19世紀末のニーチェやH.ベルクソンの哲学として現れ、V.パレートやG.ソレルに継承されていき、結束主義〔ファシズム〕運動へ繋がったとされている。
政治史家のリチャード・ホフスタッター、および神学者かつ牧師の森本あんりによると反知性主義とは、知的権威やエリート主義に対して懐疑的な立場をとる主義・思想である。この言葉の登場時期について、語源辞典は1904年と掲載している一方、ホフスタッターは1950年代のアメリカ合衆国で登場したと述べており、後にホフスタッターが1963年に『アメリカの反知性主義』で示したものが知られていると森本は言う。
森本によれば、一般には「データやエビデンスよりも肉体感覚やプリミティブな感情を基準に物事を判断すること（人）」を指す言葉として思われているが、実際にはもっと多義的な観点を含む。また、その言葉のイメージから、単なる衆愚批判における文脈上の用語と取られることも多いが、必ずしもネガティブな言葉ではなく、ホフスタッターは真っ当な民主主義における「必要な要素としての一面」も論じている。むしろ、知的権威・エリート側の問題を考えるために、反知性主義に立脚した視点も重要だとも説く。知性と権力が結びつくことへの、大衆の反感が反知性主義の原動力にあり、反知性主義が否定するのは「知性」自体ではなく「知性主義」つまり「反・知性」の主義思想ではなく「反・知性主義」の主義思想なのである、と森本は述べている。
政治学者の吉田徹によると、ホフスタッターの本来の「反知性主義」は知性がないことを馬鹿にする言葉ではなく、リベラルの欺瞞に対してノーを突き付ける対抗権力であることを意味しているという。

## 反知性主義の登場と意味合い
ホフスタッターによれば、反知性主義という言葉が俄かに登場したのは1950年代、特にジョセフ・マッカーシーのマッカーシズム（赤狩り）や、1952年のアメリカ合衆国大統領選挙を背景としたものが挙げられる。このアメリカ大統領選挙では、政治家としての知性、キャリア、家柄と、どれを採っても遜色なく、元弁護士で弁舌の腕も立ち、知識人からの人気も高かったアドレー・スティーブンソンが、第二次世界大戦中にアメリカ陸軍参謀総長を務めた戦争の英雄といえど、政治経験は皆無で、およそ知的洗練さを表に出さず、むしろ政治家でないことをアピールして、大衆の支持を得たドワイト・D・アイゼンハワーに圧倒的大差で敗れており、反知性主義の象徴的な出来事として挙げられる。またジョセフ・マッカーシーやその支持者達は、対共産主義という枠を超えて、大学教授・知識人の家系といった知識人層を攻撃した。このように反知性主義とは、反エリート主義の言い換えといった側面がある。
1963年、ホフスタッターは著書『アメリカの反知性主義』においてニューイングランドの成立からのアメリカ史を引用して反知性主義の成り立ちを考察し、言葉が登場した50年代より前から反知性主義は存在し、むしろアメリカ社会・政治体制において重要なものであること論じた。これによってホフスタッターは2度目のピューリッツァー賞を受賞している。
その語感より、しばしば誤解されるが、反知性主義に対置するのは知性そのものというよりは、先述の大統領選のエピソードのように知的権威やエリートとされる層である。データやエビデンスよりも肉体感覚やプリミティブな感情を基準に物事を判断するといった面も間違いではないが、古くは聖書理解において高度な神学的知識を必要と考える知的権威や、時代が下がれば政治においてはエリートによる寡頭政治を志向する層への反感が反知性主義の原点であり、ただ単純に知性そのものを敵視する思想信条ではない。
むしろエリート層が軽視する大衆の「知性」を積極的に肯定するといった立場を採り、それは単純に近代合理主義批判の肯定や、科学的思考を軽視するという意味でもない。歴史的に神意や真理を理解するのに高度な知識は必要ではない、政治において学術理論や理想論が先行して現実を無視した政策を行わない、このようなエリート主義に対する批判という観点も含むのである。
このように、反知性主義が必ずしも否定的な言葉ではないように、知的権威や知識人、エリートという言葉も反知性主義の文脈上では、必ずしも肯定的な意味ではない。ホフスタッターは、知識人の立場として反知性主義者に攻撃される側として論説するが、序章において知識人を迫害される憐憫な対象として擁護する気はないと明言しており、その終章も反知性主義ではなく知識人の在り方を考察するものである。
ただし反知性主義という言葉を定義付けたとされるホフスタッターでさえ、それが曖昧な語義の用語であることを認めており、単純に論敵を非難するバズワードとして使用される場合も多い。

## 反知性主義とされるもの
キリスト教は、その発祥当初から反知性主義的な思想を持った宗教であり、根底には、嫉妬とルサンチマンがあり、キリスト教の影響を受けた民主主義も反知性主義なイデオロギーと評されている。イエスは、当時のイスラエルで権威を振るった知識人であるファリサイ派の律法主義を厳しく批判し、病人や羊飼い、徴税人のように当時のユダヤ人社会では蔑まれた人たちと共にいた。
保守的キリスト教徒の間では、人間の知識は限界のあるものであり、万能ではないとする考え方も共有されている。また、進化論に反対するキリスト教原理主義を批判するに当たってこの言葉が用いられることがある。
アメリカの民主主義が「すべての人は平等に創られた」という独立宣言から出発しているため、『ごく普通の市民が（キリスト教的倫理に基づく）道徳的な能力を持っているという平等論がある。その素朴な道徳的感覚は人間に共通に与えられており、高度な教育を受けなくても、誰もが自然に発揮できるとの思想が生まれ、それが民主主義を「衆愚政治」ではなく、特権階級による権力の独占を防ぐ効用があると信じる力となっているとされる。
ホフスタッターの『アメリカの反知性主義』を基に、より原義に近い意味での反知性主義を日本人向けに説明した森本あんりは、日本において反知性主義的な人物像を持つものを挙げるとするなら、「フーテンの寅さん」、「空海、親鸞、日蓮などの革命的仏教者」、「堀江貴文や孫正義のような型破り企業家」としつつ、「なかなか適切な人物像が見当たらない」としている。また、反知性主義を成立させる必要な要素として、小中高と森本の同級生だったコラムニストの小田嶋隆を例に挙げ「批判すべき当の秩序とはどこか別のところに自分の足場」があり、それが反知性主義を成り立たせるとした。森本の論説について冷泉彰彦は、森本が日本人向けに説明しているという点と、森本の専門がプロテスタントの神学者であることから、間違いではないが、扱う内容の軽重にホフスタッターの原典とはズレがあると指摘している。
福間良明は、第二次世界大戦後の日本において勤労青少年向けに発行された人生雑誌には、知へのあこがれとエリート知識人への憎悪という一見矛盾するスタンス、いわば「反知性主義的知性主義」があったと指摘している。
1970年代に国家規模で知識人層の絶滅政策を行ったカンボジアのポル・ポト政権は反知性主義の最も極端な例とされる。

## イデオロギー的反知性主義
20世紀において、社会は権力から知識人を体系的に排除し、迅速に公の政治的反対意見を終わらせた。冷戦（1945–1991）の間、チェコスロバキア社会主義共和国（1948–1990）は哲学者ヴァーツラフ・ハヴェルを政治的に信頼できない人物として疎外し、一般のチェコ人の信頼に値しないとした；ポスト共産主義のビロード革命（1989年11月17日–12月29日）は、ハヴェルを10年間大統領に選出した。社会を再創造しようとするイデオロギー的に極端な独裁政権、例えばクメール・ルージュによるカンボジア支配（1975–1979）は、潜在的な政治的対立者、特に教育を受けた中産階級と「知識層」を予防的に殺害した。カンボジア史のゼロ年を実現するために、クメール・ルージュの社会工学は脱工業化によって経済を再構築し、「自由市場活動への関与」が疑われる非共産主義のカンボジア人、例えば社会の都市専門家（医師、弁護士、技術者など）や外国政府との政治的つながりを持つ人々を暗殺した。ポル・ポトのドクトリンは、農民をカンボジアの真のプロレタリアートかつ政府の権力を持つ資格のある労働者階級の真の代表者として認識し、それゆえに反知性主義的な粛清を行った。
1966年、反共産主義のアルゼンチンの軍事独裁政権である将軍フアン・カルロス・オンガニア（1966–1970）は、ブエノスアイレス大学の5つの大学学部から政治的に危険な学者を物理的に排除するために長い警棒の夜で介入した。学問的「知識層」の追放と亡命はアルゼンチンの社会と経済への国家的な頭脳流出となった。自由な言論に対する軍事的弾圧に反対して、生化学者セーサル・ミルスタインは皮肉を込めて「地域に干渉しているすべての知識人が追放されれば、我が国は秩序が保たれるだろう」と述べた。

## 学問的反知性主義
『学園戦争』（1971年）において、哲学者ジョン・サールは次のように述べた：
過激な運動の最も顕著な二つの特徴は、その反知性主義と大学という制度に対する敵意である。...知識人とは、定義上、アイデアをそれ自体のために真剣に受け止める人々である。理論が真実か虚偽かは、それがどのような実際的な応用を持つかに関係なく、彼らにとって重要である。リチャード・ホフスタッターが指摘したように、[知識人]はアイデアに対して遊び心と敬虔さの両方を持った態度を持っている。しかし、過激な運動では、知識そのもののための知的理想は拒絶される。知識は行動の基礎としてのみ価値があると見なされ、そこでさえもあまり価値がない。何を知っているかよりも、どう感じるかの方がはるかに重要である。
『魔術としての社会科学』（1972年）において、社会学者スタニスラフ・アンドレスキは、知識人が社会の問題を解決することについて疑わしい主張をする際に、一般人に権威への訴えを信頼しないよう助言した：「有名な出版社の刻印や著者の出版物の量に感銘を受けないでください。...出版社は印刷機を忙しく保ちたいと思っており、それが売れるなら馬鹿げたことでも反対しないことを覚えておいてください」。
『科学と相対主義：科学哲学における重要な論争』（1990年）において、科学哲学者で認識論者のラリー・ラウダンは、米国の大学で教えられている一般的な哲学（ポストモダニズムとポスト構造主義）は反知性的であると述べた。なぜなら「事実と証拠が重要だという考えを、すべてが主観的な利益と視点に帰着するという考えに置き換えることは—アメリカの政治キャンペーンに次いで—我々の時代における反知性主義の最も顕著で有害な現れだからである」。

## 知識人への不信
米国では、保守的なアメリカの経済学者トーマス・ソウェルは、知識人が社会の制度に与える影響について、不合理な警戒と合理的な警戒の区別を主張した。知識人を「主にアイデアを扱う職業の人々」と定義することで、ソウェルは彼らがアイデアの実践的な応用を仕事とする人々とは異なるという見解を伝えている。この枠組みの下では、一般人の不信の原因は、知識人の専門分野外での想定される無能さにある。描かれた見解によれば、社会の知識人は、他の職業や職種と比較して自分の専門分野では優れた実務知識を持っているが、彼らの正式な専門知識の分野を超えて権威をもって発言することに対してわずかな抑止しか直面せず、したがって彼らの誤りの社会的・実践的な結果に対する責任に直面する可能性は低い。したがって、医師は患者の病気を効果的に治療することで能力があると判断されるが、その治療が患者を害する場合は医療過誤訴訟に直面する可能性がある。対照的に、終身在職権を持つ大学教授は、彼らの知性主義（アイデア）の有効性によって有能か無能かと判断される可能性は低く、したがってアイデアの実施の社会的・実践的結果に対する責任に直面しない。
著書『知識人と社会』（2009年）でソウェルは次のように述べている：
複雑な問題を真剣に検討するための知識も知的訓練も持たない学生に、立場を取ることを奨励したり、さらには要求したりすることで、教師は根拠のない意見の表明、情報に乏しい感情の発散、そしてそれらの意見や感情に基づいて行動する習慣を促進し、反対意見を無視したり却下したりする。それは、一つの見解を別の見解と真剣に比較衡量するための知的装備も個人的経験も持たないままである。
ソウェルの見解では、学校教師は、小学校で子供を採用し、政治—公共政策のために提唱するか、反対するか—をコミュニティサービスプロジェクトの一部として教える「知識層」の一部であり、これは後に彼らが大学に入学する際に役立つ。したがって、示唆されているのは、社会の知識人が専門知識を持たない可能性のある社会的領域に介入し、参加することで、公共政策の策定と実現に不当な影響を与えているということである。小学校で政治的提唱を教えることは、学生が「これらの問題に関する事前の知的訓練や知識なしに意見を形成することを奨励し、虚偽に対する制約をほとんどあるいは全く設けない」。
イギリスでは、作家ポール・ジョンソンの反知性主義は、20世紀の歴史の綿密な検討から生じており、その結果、知識人は常に福祉と公教育のための悲惨な公共政策を支持してきたという結論に達し、一般の人々に「知識人に注意せよ。彼らは権力のレバーから遠ざけられるべきだけでなく、集団的アドバイスを提供しようとする際には疑いの対象にもなるべきだ」と警告した。その流れで、「ロココ・マルクス主義者の地」（2000年）において、アメリカの作家トム・ウルフは知識人を「一つの分野で知識を持ち、他の分野でのみ発言する人」と特徴づけた。
2000年、イギリスの出版社Imprint Academicは、イギリスのファシストオズワルド・モズレーの孫であるアイヴォ・モズレーが編集したエッセイ集『ダミング・ダウン』を出版し、その中にはジャロン・ラニアー、ラヴィ・シャンカル、ロバート・ブルースタイン、マイケル・オークショットらによる、認識された広範な反知性主義に関するエッセイが含まれていた。

## アメリカ合衆国において

### 17世紀
『七つの瓶の注ぎ出し』（1642年）において、ピューリタンのジョン・コットンは知的な男性と女性を悪魔化し、「あなたがより学識があり機知に富んでいるほど、サタンのために行動するのにより適しているだろう。...イエズス会の学問、司教制の栄光、高位聖職者の勇敢な地位への愚かな溺愛を取り除きなさい。私は言う、肉と血の目の前にあるこれらの見せかけ、空虚な表示、そして素晴らしい状態の美しい表現によって欺かれてはならない。これらの人々の拍手に惑わされてはならない」と述べた。しかし、すべてのピューリタンがコットンの世俗的教育に対する宗教的軽蔑に同意したわけではなく、例えばジョン・ハーバードは現在彼の名前を冠した大学の初期の主要な恩人だった。
『宇宙的正義の探求』（2001年）において、経済学者トーマス・ソウェルはアメリカにおける反知性主義が初期の植民地時代に始まったと述べた。これは、教育を受けた上流階級による政治的・宗教的迫害から逃れた人々によって国が主に建設されたため、教育を受けた上流階級に対する理解可能な警戒心だったという。さらに、北アメリカの新世界で生き残るために必要な実践的な手に職のスキルを持っていた知識人はほとんどおらず、社会からのこの不在は、有形で測定可能な製品やサービスよりも「言葉の巧みさ」を専門とする男性と女性に対する深く根付いたポピュリスト的な疑念につながった：
植民地時代から、アメリカ社会は「首のない」社会だった—ヨーロッパ社会の最上層が大部分欠けていた。最高のエリートや貴族階級には、大西洋を渡って命を危険にさらし、開拓の危険に直面する理由はほとんどなかった。植民地アメリカの白人人口の大部分は年季奉公人として到着し、黒人人口は奴隷として到着した。後の移民の波は、西ヨーロッパから来た場合でも、不釣り合いに農民とプロレタリアートだった...アメリカ社会の経済的、政治的、軍事的パワーとしての台頭は、したがって、一般人の勝利であり、血や本のエリートの傲慢さへの平手打ちだった。

### 19世紀
アメリカの歴史において、反知性主義の支持と受容性は様々であった。その一部の理由は、19世紀後半の産業化以前、アメリカ人の大多数が農村での厳しい肉体労働と農業労働の生活を送っていたためである。したがって、ギリシャ・ローマの古典に関する学問的教育は主に非実用的な価値を持つものとみなされ、本好きの学者は収益性のない職業とみなされた。しかし、19世紀のアメリカ人は一般的に知的な喜びのためにシェイクスピアを読み、感情的な慰めのためにキリスト教聖書を読む識字のある人々だった。したがって、理想的なアメリカ人男性は、自分の職業で成功し、社会の生産的なメンバーである識字があり技術的に熟練した人物だった。
文化的に、理想的なアメリカ人はたたき上げの人であり、その知識は生活経験から得られたものであり、本、正式な教育、学問的研究から実世界の知識を得る知的な人物ではなかった。したがって、『新しい購入、または西部での七年半』（1843年）で述べられた正当化された反知性主義において、レバレンド・バヤード・R・ホール、A.M.は、フロンティア・インディアナについて次のように述べた：
私たちは常に、才能のある人物よりも無知で悪い人物を好んだ。そのため、通常、賢い候補者の道徳的性格を台無しにする試みがなされた。不幸にも、賢さと邪悪さは一般的に結びついていると想定され、[同様に]無能と善良さも結びついていると想定されていた。
しかし、アメリカの知識人エッグヘッドの「実生活」での救済は、主流社会の風俗と価値観を受け入れれば可能だった。したがって、オー・ヘンリーの小説では、ある登場人物が、東海岸の大学卒業生は知的な虚栄心を「克服」すると、もはや自分が他の男性より優れているとは思わなくなり、彼の対応する一般人が舞台ショーのポップカルチャーステレオタイプである心の良い鈍感な単純さにもかかわらず、他のどの若者と同じくらい良いカウボーイになることができると気づくと述べている。

### 20〜21世紀
1912年、ニュージャージー州知事のウッドロウ・ウィルソンは、この戦いについて次のように説明した：
私が恐れるのは専門家の政府である。神よ禁じたまえ、民主主義国家において、我々が任務を放棄し、専門家に政府を委ねることを。我々が仕事を理解している少数の紳士たちによって科学的に世話をされるなら、我々は何のためにいるのか？
『アメリカの生活における反知性主義』（1963年）において、歴史家リチャード・ホフスタッターは、反知性主義は政治エリートの特権に対する中産階級の「暴徒」による社会階級の反応であると述べた。中産階級が政治的権力を発展させるにつれて、彼らは理想的な候補者が裕福に生まれた教育の良い人物ではなく「たたき上げ」であるという信念を行使した。中産階級からのたたき上げは、同胞市民の最善の利益のために行動すると信頼できるとされた。この見解の証拠として、ホフスタッターはアドレー・スティーブンソンが「エッグヘッド」として嘲笑されたことを引用した。『アメリカ人と中国人：違いへの通路』（1980年）において、フランシス・スーは、アメリカの平等主義はヨーロッパよりも米国でより強いと述べた、例えばイギリスでは、
イギリスの個人主義は法的平等と手を携えて発展した。一方、アメリカの自立は、政治的平等だけでなく、経済的・社会的平等への主張と切り離せないものだった。その結果、資格のある個人主義が資格のある平等とともにイギリスで普及している一方、すべてのアメリカ人の譲れない権利と考えられてきたのは、制限のない自立と、少なくとも理想的には制限のない平等である。したがって、イギリス人は出生、富、地位、マナー、そして言葉に基づく階級の区別を尊重する傾向がある一方、アメリカ人はそれらを嫌悪する。
そのような社会的嫌悪は、マスコミュニケーションメディアと科学の社会政治的機能についての現代の政治的議論を特徴づけている。つまり、世界中の教育を受けた人々によって一般的に受け入れられている科学的事実が、特に気候科学と地球温暖化に関して、米国では意見として誤って表現されている。
マイアミ大学の人類学教授ホマユン・シッキーは、21世紀の反科学的および疑似科学的な知識へのアプローチ、特にアメリカにおけるものは、ポストモダニストの「数十年にわたる科学への学問的攻撃」に根ざしていると主張している：「ポストモダンの反科学で教化された多くの人々が保守的な政治的および宗教的指導者、政策立案者、ジャーナリスト、雑誌編集者、裁判官、弁護士、そして市議会や学校理事会のメンバーになった。悲しいことに、彼らは科学がでたらめであることを除いて、彼らの教師の高尚な理想を忘れてしまった」。
2017年、ピュー研究センターの世論調査によると、アメリカの共和党員の大多数が大学がアメリカ合衆国に悪影響を与えていると考えていることが明らかになった。2019年、学者のアダム・ウォーターズとE.J.ディオンヌは、アメリカ合衆国大統領のドナルド・トランプが「反知性的であり、反事実的、反真実的な人物として大統領選に出馬し、統治し続けている」と述べた。2020年、トランプは連邦機関のオフィス、助成金プログラム、連邦契約業者から反人種差別バイアス訓練を禁止する大統領令に署名した。これは、進歩的な学問的バイアス、例えばアメリカの奴隷制の政治的遺産の強調などと戦うためのより大きな戦略の一部として、代わりに「愛国的教育」を提供するためだった。

#### 教育と知識
米国は他の国々と比較して中程度の教育の質にランクされており、アメリカ人はしばしば基本的な知識とスキルを欠いている。テキサス大学のジョン・トラファガンはこれを反知性主義の文化に帰しており、ナードや他の知識人がアメリカの学校や大衆文化でしばしば烙印を押されていることに注目している。大学では、学生の反知性主義が学校の仕事での不正行為の社会的受容性をもたらし、特にビジネススクールでそれが見られ、これは倫理的に便宜的な認知的不協和の現れであり、学問的な批判的思考のそれではない。
アメリカ科学健康評議会は、気候科学と気候変動の事実の否定主義が検証可能なデータと情報を政治的意見として誤って表現していると述べた。反知性主義は科学者を公の目に晒し、彼らにリベラルか保守的な政治的立場のどちらかに同調することを強制する。さらに、共和党の米国下院議員の53%と共和党上院議員の74%が気候変動の原因についての科学的事実を否定している。
アメリカの農村部では、反知性主義はキリスト教原理主義の宗教文化の本質的な特徴である。メインライン・プロテスタント教会とローマ・カトリック教会は気候変動に対抗するための政治的行動への集団的支持を直接発表している一方、南部バプテストと福音主義者は進化と気候変動の両方への信仰を罪として非難し、科学者を「ネオ自然異教主義」を作り出そうとする知識人として退けている。原理主義的宗教を信じる人々は、地球温暖化の証拠を見ていないと報告する傾向がある。

#### 企業マスメディア
企業マスコミュニケーションメディアの報道は、アメリカの大学生活を誤って表現することで社会の反知性主義に訴えた。そこでは、学生の本の学習（知性主義）の追求は、学校外の社交生活に次ぐものだった。マスメディアの報道で伝えられる反動的イデオロギーは、学生のリベラルな政治的活動と社会的抗議を、学術カリキュラム、つまり大学に通う目的と主題的に無関係な、軽薄な社会活動として誤って表現した。『アメリカのメディアにおける反知性主義』（2004年）において、デーン・クラウセンは商品化された情報に固有の同意の製造の現代の反知性主義的傾向を特定した：
知性に対する態度へのマスメディアの影響は確かに多様かつ曖昧である。一方では、マスコミュニケーションは公共消費のために利用可能な情報の純粋な量を大幅に拡大する。他方では、この情報の多くは簡単に消化できるように事前に解釈され、隠れた仮定が含まれており、消費者が自分自身でそれを解釈する解釈する作業を省く。商品化された情報は自然にそれを生産する人々の仮定と利益を反映する傾向があり、その生産者は批判的反省を促進するという情熱によってのみ動かされるわけではない。
企業マスメディアの編集的視点は、知性主義を一般の人々の仕事や職業とは別の職業として誤って表現した。学問的に成功した学生を社会的失敗者、つまり平均的な若い男性と若い女性にとって望ましくない社会的地位として提示することで、企業メディアはアメリカのメインストリームに、本の学習の知性主義は精神的逸脱の一形態であるという彼らの意見を確立した。したがって、大多数の人々は社会的嘲笑と排斥のリスクを避けるために、友人として知識人を避けるだろう。したがって、反知性主義の一般的な受容はポピュリストによる「知識層」の拒絶につながり、社会の問題を解決するという結果となった。さらに、『エッグヘッドの発明：アメリカ文化における頭脳力の戦い』（2013年）という本の中で、アーロン・レクリダーは、「知識層」に対する現代のイデオロギー的拒絶は、知的な男性と女性を一般の人々の常識を欠いているという企業メディアの反動的な誤った表現から生じていると指摘した。

## ヨーロッパにおいて

### ソビエト連邦
1917年のロシア革命後の最初の10年間、ボリシェヴィキはツァーリズムのインテリゲンチアがプロレタリアートを裏切る可能性があると疑っていた。したがって、初期のソビエト政府は、正式な教育をあまり受けていない男性と女性から構成されていた。さらに、廃された財産階級は「リシェンツィ」（「剥奪された者たち」）と呼ばれ、その子供たちは教育から除外された。最終的に、作家、哲学者、科学者、技術者などといった約200人のツァーリスト知識人が1922年に哲学者船でドイツに追放され、他の人々は1923年にラトビアとトルコに追放された。
革命期間中、実用主義的なボリシェヴィキは「ブルジョワの専門家」を雇って経済、産業、農業を管理させ、彼らから学んだ。ロシア内戦（1917-1922）の後、社会主義を達成するためにソビエト連邦（1922-91）は、象牙の塔のインテリゲンチアではなく、教育を受けた労働者階級のインテリゲンチアを通じて国を近代化するための識字率と教育を強調した。1930年代と1950年代の間、ヨシフ・スターリンはウラジーミル・レーニンのインテリゲンチアを、彼に忠実で特にソビエトの世界観を信じるインテリゲンチアに置き換え、それによって擬似科学的理論であるルイセンコ主義とヤフェット理論を生み出した。
1937年10月、ソビエト連邦占領当局によるベラルーシの作家、芸術家、国家要人の大量処刑があった。この出来事は大粛清とベラルーシでのソビエトによる弾圧のピークを示し、ソビエトが支配する東ベラルーシ地域で行われた。100人以上の著名な人物が処刑され、その大部分は1937年10月29〜30日の夜に処刑された。彼らの無実は後にヨシフ・スターリンの死後、ソビエト連邦によって認められた。
第二次世界大戦の初期に、ソビエト秘密警察は1940年のカティンの虐殺でポーランドのインテリゲンチアと軍のリーダーシップの大量処刑を実行した。

### ファシズム
理想主義哲学者のジョヴァンニ・ジェンティーレは、善良な（能動的）知識人と悪い（受動的）知識人を区別する「自己実現」（autoctisi）によってファシズムイデオロギーの知的基盤を確立した：
ファシズムは[...]知性ではなく、知性主義と戦う、[...]それは[...]知性の病気であり、[...]その乱用の結果ではない、なぜなら知性は使いすぎることはできないからである。[...]それは生活から自分自身を隔離できるという誤った信念から生じる。—ジョヴァンニ・ジェンティーレ、ファシスト文化会議での演説、ボローニャ、1925年3月30日
彼は、自分の知性を抽象的に使用し、したがって「退廃的」であった「受動的な知識人」に対抗するために、知性を実践として適用する能動的な知識人の「具体的思考」を提案した—ファシストのベニート・ムッソリーニのような「行動の人」対退廃的な共産主義者の知識人アントニオ・グラムシ。受動的な知識人はアイデアを客観化することによって知性を停滞させ、それによってそれらを対象として確立する。それゆえにファシズムによる唯物論的な論理学の拒絶につながる。なぜなら、それは行動するかどうかを決定する際に、問題に無関係なa posterioriのものと不適切に交換されたアプリオリの原則に依存しているからである。
ジェンティーレの具体的思考基準の実践において、適切なアポステリオリに向けたアプリオリの考慮は、「非実践的な」、退廃的な知識主義を構成する。さらに、このファシスト哲学は彼の哲学体系である実在的観念論と並行して発生した；彼は知性主義が物事を成し遂げる能動的な知性から切り離されているという理由で反対した。つまり、思考はその構成要素がラベル付けされ、それによって別々の実体として扱われると殺されるというものだ。
これに関連するのは、スペインのフランコ主義将軍ミリャン・アストライと作家ミゲル・デ・ウナムーノとの1936年、スペイン内戦中のサラマンカ大学での「ラサの日」祝賀におけるの対立である。将軍は「知性に死を！死にこそ万歳を！」（¡Muera la inteligencia! ¡Viva la Muerte!）と叫び、ファランヘ党員は拍手した。

## アジアにおいて

### 中国

#### 帝政中国
統一中国の最初の皇帝である秦の始皇帝（紀元前246-210年）は、宰相李斯の提案で言論の自由を抑圧することによって政治思想と権力を統合した。李斯はインテリゲンチアを皇帝を偽りに賞賛し、中傷によって反対していると非難することで、そのような反知性主義を正当化した。紀元前213年から206年にかけて、百家争鳴の作品、特に『詩経』（紀元前1000年頃）や『書経』（紀元前6世紀頃）が焼かれたと一般的に考えられていた。例外は秦の歴史家の書物と、初期の全体主義の一種である法家、そして宰相の哲学学派の書物だった（焚書坑儒を参照）。しかし、史記や漢書などの中国の歴史書のさらなる調査によると、これは事実ではないことが判明した。秦帝国は帝国図書館にこれらの書物のコピーを1部ずつ私的に保管していたが、公には書物が禁止されるべきだと命じた。コピーを所有していた人々は焼却のために書物を引き渡すよう命じられ、拒否した者は処刑された。これは最終的に紀元前208年に項羽が秦の宮殿を焼き払った際に、ほとんどの古代の文学と哲学の作品が失われることにつながった。

#### 中華人民共和国
文化大革命（1966-1976年）は、その指導者である毛沢東主席によって中華人民共和国全体で広範囲な社会工学が行われた政治的に暴力的な10年間だった。いくつかの国家政策の危機の後、公の威信と中国政府の支配を取り戻したいという彼の願望に動機づけられ、毛沢東は1966年5月16日に、中国共産党（CCP）と中国社会が中国に資本主義を復活させようとするリベラルなブルジョワ要素で浸透していることを発表し、また人々はポスト革命の階級闘争が彼らに対して行われた後でのみ排除できると発表した。そのために、中国の若者は全国的に紅衛兵として組織し、CCPと中国社会を転覆しようとしているとされる「リベラルなブルジョワ」要素を追い求めた。紅衛兵は全国的に活動し、国、軍、都市労働者、そしてCCPの指導者を粛清した。紅衛兵は、教師や教授を攻撃する際に特に攻撃的であり、文化大革命が始まると多くの学校や大学が閉鎖された。3年後の1969年、毛沢東は文化大革命が終わったと宣言したが、政治的陰謀は1976年まで続き、四人組の逮捕で事実上の文化大革命の終結を迎えた。
適菜収もポル・ポトや文化大革命をゲーテの名評で現代日本社会を批判する、著書で取り上げており、当時、朝日新聞や本多勝一ら日本の左翼文化人たちが、ポルポトなどを礼賛したことなどを批判し、「まともな知性があれば左翼になんてなりません。彼らは現実を見ず、理念やイデオロギーに飛びつき理想のヴィジョン、未来像を描く。その理想像が現実で容易に地獄に変わるというのは歴史が証明してきました。」と、左翼も反知性主義であると論じた

### 民主カンプチア
カンプチア共産党とクメール・ルージュ（1951-1981）がカンボジアに民主カンプチア（1975-1979）として政権を樹立したとき、彼らの国を理想化し都市を悪魔化する反知性主義は、農業社会主義を確立するために即座に国に課された。そのため、彼らはクメール国民からすべての裏切り者、国家の敵、そして知識人を排除するために都市を空にした。これはしばしば眼鏡によって象徴された。

### オスマン帝国
1915年のアルメニア人虐殺の初期段階では、約2,300人のアルメニア人知識人が国外追放され、オスマン・コンスタンティノープル（イスタンブール）から、その後ほとんどがオスマン政府によって殺害された。この出来事は歴史家によって斬首作戦と表現されており、その目的はアルメニア人口から知的リーダーシップと抵抗の機会を奪うことを意図していた。

### 日本における反知性主義
1961年9月に来日したデイヴィッド・リースマンは「アメリカで悪夢のように横溢している反知性主義が日本にはみられないことに驚く」と論評した。
全共闘世代について、小池真理子は「はじめは教養主義的だったのに、大学の教師を敵視するという姿勢もどんどんエスカレートしました。最後には反知性主義、反教養主義にまで発展してしまいました。」と述べた。竹内洋は「それまでなら両親が大学を出ていなくて、田舎から都会の大学に出てきたりすれば、一応、アッパー・ミドル的なカルチャーを学ぼうとして教養主義的になっていったんですが、全共闘世代は、そうした教養主義的なものに対する対抗意識もあって、反知識人、反知性主義みたいに居直った。」と述べた。
1969年5月13日に東京大学で約千人の聴衆を相手に行われた討論で、三島由紀夫は「全学連の諸君がやったことも、全部は肯定しないけれども、ある日本の大正教養主義からきた知識人の自惚れをいうものの鼻を叩き割ったという功績は絶対に認めます。私はそういう反知性主義というものが実際知性の極致からくるものであるか、あるいは一番低い知性からくるものであるか、この辺がまだよくわからない。もし丸山真男先生がみずから肌ぬきになって反知性主義を唱えれば、これは世間を納得させるんでしょうけれども、丸山先生はいつまでたっても知性主義の立場に立っていらっしゃるので、なぐられちゃった。」と述べた。
森本あんりによると、日本では知性に対する尊重が（欧米などと比べて）あまりなく、イデオロギーと結びつく知性よりも実用的な知識や実学が重視されてきたので、そもそも知性主義が確立せず、自ずとそれに対する反発もはっきりと出てこなかったのではないかと指摘している。
竹内洋も「明治以来、いや江戸時代に遡っても、日本にはあからさまな反知性主義の噴出はみられなかったといえる。反知性主義はあったにしても、知性主義と反知性主義をそれぞれタテマエとホンネとして処理し、二つの文化の衝突を避けてきた。」、「強力な反知性主義がないことで、知性主義も錬磨されることがなかった」ため、「日本における知性主義は「反」ならぬ「半」知性主義といったものではなかったのか。その意味では、橋下氏の反知性主義的発言を奇貨とすべきところはある。」、「あからさまな反知性主義というよりは疑似知性主義とポピュリズムが手を携えあっている。」、「われわれは、ゆるい知性もどきのなかで、知性の意味を考えることなく『半』知性主義から『脱』知性主義へと緩慢な知性の死に向かっていないだろうか。」、「橋下徹大阪市長の『学者は世間知らず』『本を読んだって何にも進みません』という臆面なき反知性主義的発言が新鮮な反面教師のようにおもえてさえくる。知性とはなにか、その意味を考える砥石になるからである。」と述べている。
島田雅彦は「日本においても、反知性主義はインテリを毛嫌いし、『文句ばかりいって、自分では何もしない奴ら』と蔑む風潮として現れる。反知性主義の背景には、歪んだエリート意識が見え隠れする。政治も経済も科学技術もごく一部の選ばれた人材が能力を発揮していれば、それで支えられるのだから、その他大勢の凡庸な人間は彼らが作った制度やシステムに従っていればいいという考え方だ。」と述べた。
適菜収はニーチェ研究でも知られているが、ニーチェの名著の名文や名評でB層を批判し、現代日本を批評する著書で、ニーチェのフェミニズム（フェミニスト）批判を取り上げたが、呉智英との対談本『愚民文明の暴走』でも「女性専用車両」が一見すると女性を大事にしているようで、実は女性差別な政策である欺瞞などをしてきた際にニーチェの「フェミニズムは女性の男性化に過ぎない」という評の引用や、フェミニズムや民主主義などのキリスト教を背景に持つ人権思想や平等主義などの弊害や欺瞞（「民主主義を突き詰めるから徴兵制に行き着く」「男女平等を突き詰めると女性も徴兵しなくてはいけない」「民主主義がナチスを生んだ」など）、を指摘し、「民主主義を極めたら徴兵制や全体主義に行き着き、フェミニズムを突き詰めても最後は軍国主義や反知性主義に行き着く」と評している。

### 日本における誤用・乱用の指摘
2015年に論壇などで多用され、一種の流行語となったが、単に知性の無い者として批判する際に用いられることが多い。冷泉彰彦は、この語が使われる局面は「『イデオロギー上の論敵の中にある感情論に対して敵意を持つ』ことであり、それ以上でも以下でもない。」、「その敵意自体も相当程度に感情論であることが多い。」と指摘している。
中野剛志によると、日本の左翼の間で「反知性主義」という言葉が流行しているといい、「そもそも、『反知性主義』という言葉の使い方そのものを誤っている。」、「日本では『ネトウヨは反知性主義、つまりバカだ』といったようなレッテル貼りの道具として用いられている。」と述べ、適菜収は「反知性主義とは、ピューリタンの極端な理性崇拝への反発として生まれてきたアメリカ固有の思想のことです。ネット右翼やナショナリズムとは何の関係もない。」と述べ、中野信子は「左翼は自分たちのことを知性主義者と任じているから、本当は『バカ』と言いたいけれども、それじゃ己の知性を疑われるので『反知性主義』という表現を使っている。ほとんどギャグの領域ですね。」と述べている。
小浜逸郎は「（内田樹）氏は、ホーフスタッターの歴史的な大著『アメリカの反知性主義』の権威を『こりゃ使える』とばかりひょいと借りてきて、本の中身などそっちのけで、ただ自分の反権力気分を拡散させるためにだけ利用しています。これはたいへん反知性的な振る舞いですね。」、「上野千鶴子氏も思う存分これを利用していましたね。理性や知性のかけらももち合わせず、ただ感情で集まってきた人たちが、彼女の言葉に感心して喝采を浴びせている様子がとてもよくわかります。」と述べている。
佐藤卓己は「他者否定のラベリングとして『反知性主義』は最近の論壇で乱用されている。だが、その定義の曖昧さはすでに『アメリカの反知性主義』においても確認できる。重要なことは反知性主義が知識人を含む敵対する諸勢力、諸階層の中に偏在していることである。」と述べた。
岩田温は、日本における自称「リベラル」を批判し、「現実を見つめず、自分たちにとって都合のいい虚構と妄想の世界で生きているかのようにふるまう『反知性主義者』、それが日本の『リベラル』の本性なのだ。そして、こうした『反知性主義』は、本来リベラリズムとは無関係なのである。」と述べた。
開沼博は「国内においては、少なからぬ『有識者』が安倍政権批判の目的のために誤用・濫用したためその意味が十分に伝わらぬままに消費されてしまった感があるが、本来の意味はただ『知性がない、バカだ』と誰かを罵倒するための概念ではない。」と述べた。
森本あんりは、反知性主義の成り立ちは元をたどると、教会権力と政治権力という二つの異なる権力体系によって権力の中心が二つある楕円の権力構造ができたこと、つまり別の価値観が横に並び立ち批判することが反知性主義であるため、下から上にある知性をひっくり返して自分が上になってやるというものは、反知性主義ではなくルサンチマンであると指摘している。
外山恒一は、元左翼活動家の立場から「左翼の数少ない美点の一つは、誰に頼まれたわけでもないのに世界のあらゆる問題に自分たちが責任を負っていると思い詰めてしまう過剰な真面目さなんだし、ネトウヨや陰謀論者が増えているのも我々のせいではないのか、我々が簡単に自粛圧力に屈するような不甲斐なさを露呈したりするからではないのか、と少しは反省してもらいたいものです。」と述べている。